# Hall-Héroultov proces
Hall–Héroult proces je glavni industrijski proces za proizvodnjo aluminija. Sestavljen je iz raztapljanja aluminijevega oksida (glinica, Al2O3) v raztaljenem kriolitu (Na3AlF6), elektrolize nastale taline in ulivanja kovinskega aluminija v ingote.
Postopek sta neodvisno eden od drugega in skoraj istočasno leta 1886 odkrila ameriški kemik Charles Martin Hall in francoski znanstvenik Paul Héroult.

## Proces

### Teorija
Elementarnega aluminija se ne more proizvesti z elektrolizo vodnih raztopin njegovih soli, ker oksonijevi ioni zlahka oksidirajo elementarni  aluminij. Namesto tega se mora uporabiti elektroliza njihovih talin. Elektroliza glinice je zaradi njenega visokega tališča (2072 °C) zelo težavna. V Hall–Héroultovem procesu se zato glinica raztopi v raztaljenem kriolitu,  ki zniža njeno tališče do te mere, da je elektroliza gopodarna. 
Čisti kriolit ima tališče 1012 °C, dodatek manjše količine glinice pa zniža njegovo tališče na približno 1000 °C. Dodatno znižanje tališča povzroči dodatek talila aluminijevega fluorida (AlF3). 
Elektroliza taline kriolita, glinice in aluminijevega fluorida poteka z istosmernim tokom z napetostjo 3-5 V. Na katodi nastaja raztaljen aluminij, ki se steka na dno elektrolitske celice, na anodi pa kisik, ki se z ogljikovo elektrodo spaja v ogljikov dioksid. V industrijskih elektrolitskih celicah teče skoznje tok nekaj stotisoč amperov.

### Delovanje elektrolitske celice
Temperaturo v celici vzdržujejo električni grelci. K temu pripomore tudi zgorevanje ogljikove anode, vendar na račun njene obrabe in nastajanja ogljikovega dioksida. 
Trdni kriolit ima pri sobni temperaturi večjo gostoto od kovinskega aluminija, v talini pa se pri približno 1000 °C  stanje obrne. Nastali tekoči aluminij zato potone in se zbira na dnu elektrolitske celice. Iz celice se občasno izlije preko sifona, ki nadomešča drage ventile in črpalke. Vsakemu izpustu sledi dodajanje ustrezne količine sveže glinice. 
Na anodi se sproščajo plini, predvsem ogljikov dioksid, ki nastaja z zgorevanjem ogljene elektrode, in vodikov fluorid (HF), ki nastaja z elektrolizo kriolita in aluminijevega fluorida. HF se običajno nevtralizira z natrijevim hidroksidom. Nastali natrijev fluorid se zbira v elektrostatskih ali vrečastih filtrih. Ogljikov dioksid se običajno izpušča v ozračje.
Učinkovitost celice poveča mešanje taline, ki hkrati poveča vsebnost nečistoč (kriolita) v aluminiju. V  pravilno zasnovani celici se lahko elektrolit meša z magnetno-hidrodinamskimi silami, ki jih inducira elektrolitski tok.  V celicah brez mešanja se nečistoče (žlindra) zbirajo nad slojem raztaljenega aluminija, v celicah z mešanjem pa potonejo na dno, tako da se aluminij zbira med slojema taline in žlindre.

## Različici procesa
Danes obstajata dve glavni različici Hall-Héroultovega procesa, ki se razlikujeta po načinu priprave ogljikovih anod. Po Söderbergovi tehnologiji se zgorela ogljikova anoda sproti obnavlja z dodajanem bitumna na vrh elektrode, njegovim pečenjem z izgubljeno toploto iz elektrolitske celice in stalnim enakomernim potiskanjem v elektrolit. Po drugi tehnologiji se ogljikove elektrode pripravljajo s predhodnim pečenjem v pečeh, ogrevanih s plinom. Tako pripravljene anode se s posebnim dvižnim mehanizmom potiskajo v talino, dokler se ne izrabijo. Tehnologija s predpečenjem je bolj učinkovita, vendar bolj delovno intenzivna. V zadnjem času postaja pomembna tudi zaradi emisij različnih onesnaževal, povezanih s sprotno pripravo anod iz tekočega bitumna. 

## Zgodovina

### Začetki
Pred uvedbo Hall–Héroultovega procesa se je aluminij proizvajal s segrevanjem boksita z elementarnim natrijem ali kalijem v vakuumu. Metoda je bila zahtevna in zaradi natrija in kalija zelo draga. Na začetku 19. stoletja je bila zato cena aluminija višja od cene zlata in platine. Kako dragocen je bil aluminij pove podatek,  da so bile na Svetovni razstavi v Parizu leta 1855 palice aluminija razstavljene poleg francoskih kronskih draguljev. Cesar Napoleon III. je kupil nekaj aluminijastih krožnikov in jedilnega pribora, ki so ga uporabljali samo najbolj izbrani gosti. Drugi so uporabljali zlat pribor.  
Po uvedbi Hall–Héroultovega procesa so cene aluminija močno padle.

### Odkritje postopka
Hall–Héroultov postopek sta neodvisno eden od drugega in skoraj istočasno leta 1886 odkrila ameriški kemik Charles Martin Hall kateremu je asistirala sestra  Julia Brainerd Hall, in francoski znanstvenik Paul Héroult. Hall je že leta 1888 odprl veliko podjetje za proizvodnjo aluminija v Pittsburghu, ki se je kasneje razvilo v korporacijo Alcoa.

## Gospodarski učinek
Aluminij, proizveden po Hall–Héroultovem postopku, je v kombinaciji s poceni električno energijo postal vsem dostopna kovina. Letalski konstruktor Hugo Junkers je začel že pred drugo svetovno vojno uporabljati aluminij in njegove zlitine za gradnjo letal, Howard Lund pa za gradnjo ribiških ladij.